# Hannes Reichelt
Hannes Reichelt (* 5. Juli 1980 in Altenmarkt im Pongau) ist ein ehemaliger österreichischer Skirennläufer. Erfolge errang er vor allem im Super-G und in der Abfahrt, in früheren Jahren seiner Karriere auch im Riesenslalom. Er gewann zwei Medaillen bei den Juniorenweltmeisterschaften 2000 und wurde 2005 Europacup-Gesamtsieger. Im Weltcup gewann er bisher 13 Rennen und in der Saison 2007/08 den Super-G-Weltcup. Seine erste Medaille bei Großereignissen holte er bei den Weltmeisterschaften 2011 mit Silber im Super-G, bei den Weltmeisterschaften 2015 holte er in derselben Disziplin seinen ersten WM-Titel. Von 2003 bis 2012 wurde er fünfmal österreichischer Staatsmeister. In Abfahrt, Super-G und insgesamt ist er mit Siegen im Alter von 36 Jahren der zweitälteste Sieger von Weltcuprennen nach Didier Cuche.

## Biografie
Nach der Hauptschule in seinem Wohnort Radstadt besuchte Reichelt die Skihandelsschule Schladming und im Anschluss den dortigen HAK-Aufbaulehrgang, den er 2002 mit der Matura abschloss. Mitte der 1990er-Jahre bestritt er seine ersten FIS-Rennen. In den Saisonen 1997/98 und 1998/99 hatte er jeweils in Zauchensee seine ersten Einsätze im Europacup, von den Punkterängen blieb er dabei aber noch weit entfernt. 1999 wurde Reichelt in den C-Kader des Österreichischen Skiverbandes aufgenommen. Nach mehreren Siegen bei FIS-Rennen gelangen ihm bei den Juniorenweltmeisterschaften 2000 die ersten größeren Erfolge. Er gewann jeweils die Bronzemedaille im Super-G und in der Kombination. Kurze Zeit später holte er seine ersten Punkte im Europacup.
In der Saison 2000/01 fand Reichelt im Europacup den Anschluss an die Spitze. Im Dezember kam er im Super-G von St. Moritz erstmals unter die besten zehn und einen Monat später feierte er im Super-G von Zauchensee den ersten Sieg. In der Endwertung kam er auf den vierten Platz im Super-G. Am 7. Dezember 2001 hatte Reichelt im Super-G von Val-d’Isère seinen ersten Einsatz im Weltcup. Er konnte das Rennen aber nicht beenden. Im Europacup feierte er in der Saison 2001/02 seinen zweiten Sieg im Super-G von La Clusaz. Mit weiteren zwei Podestplätzen und weiteren sieben Platzierungen unter den besten zehn kam er in der Super-G-Wertung auf Platz zwei und in der Gesamt- und Abfahrtswertung jeweils auf den vierten Rang. Zu Beginn der Europacupsaison 2002/03 gewann Reichelt drei Riesenslaloms in Folge. Anschließend kam er im Super-G von Gröden am 20. Dezember 2002 zu seinem zweiten Weltcupeinsatz, bei dem er völlig überraschend (mit Start-Nr. 35) auf den zweiten Platz fuhr. Ende Jänner kam er im Super-G von Kitzbühel auf Rang acht, womit er sich in dieser Disziplin einen Startplatz für die Weltmeisterschaften 2003 in St. Moritz sicherte, dort jedoch ausfiel. Ein weiteres Spitzenresultat gelang ihm beim Saisonfinale in Kvitfjell, wo er Dritter im Super-G wurde und damit den fünften Platz im Super-G-Weltcup belegte. Im Europacup kamen zu seinen drei Riesenslalomsiegen noch zwei Siege im Super-G hinzu und mit weiteren vier Podestplätzen gewann er die Riesenslalomwertung und wurde jeweils Zweiter in der Gesamt- und Super-G-Wertung. Im selben Winter wurde er österreichischer Meister in der Kombination.
Nach einem Schlüsselbeinbruch im November 2003 konnte Reichelt im Winter 2003/04 nicht an seine Vorjahresergebnisse anknüpfen. Weil er im Weltcup bei drei Rennen in Folge nicht das Ziel sah, musste er ab Jänner wieder im Europacup starten. Dort war sein bestes Saisonergebnis der sechste Platz im Super-G von Zauchensee. In der Europacupsaison 2004/05 fand Reichelt wieder zu seiner alten Form zurück. Er gewann insgesamt sechs Rennen (je zwei Abfahrten, Super-Gs und Riesenslaloms) und kam weitere achtmal auf das Podest. Damit gewann er punktegleich mit dem Norweger Kjetil Jansrud die Gesamtwertung, wurde Zweiter im Super-G, jeweils Dritter in der Abfahrt und im Riesenslalom und erhielt dadurch in diesen Disziplinen einen Weltcup-Fixstartplatz für die nächste Saison. Beim Europacupfinale in Roccaraso zog sich Reichelt eine Knieverletzung zu, die ihn aber im nächsten Winter nicht mehr behinderte. Im Weltcup kam er in dieser Saison in den Super-Gs von Kitzbühel und Garmisch-Partenkirchen zweimal unter die besten 15.
In der Saison 2005/06 gelang Reichelt auch im Weltcup wieder der Anschluss an die Spitze. Am 1. Dezember 2005 feierte er im Super-G von Beaver Creek seinen ersten Weltcupsieg und im Jänner wurde er Dritter im Super-G von Kitzbühel, womit er den vierten Rang im Disziplinenweltcup erreichte. Bei den Olympischen Winterspielen 2006 belegte er den zehnten Platz. Zu Saisonende wurde er Österreichischer Riesenslalom-Meister. Die Saison 2006/07 verlief nicht so gut. Reichelt kam nur zweimal unter die schnellsten zehn, sein bestes Resultat war der siebente Platz im Riesenslalom von Kranjska Gora. Eine Teilnahme an den Weltmeisterschaften 2007 in Åre war bis zuletzt fraglich. Schließlich konnte er im Riesenslalom starten, er schied jedoch im ersten Durchgang aus.

### Super-G-Disziplinensieger 2007/08
In der Saison 2007/08 ging es für den Salzburger wieder deutlich bergauf. Am 3. Dezember 2007 feierte er im Super-G von Beaver Creek seinen zweiten Weltcupsieg und am 23. Februar 2008 gewann er den Riesenslalom in Whistler. Zwei Tage zuvor wurde er im dortigen Super-G Zweiter. Mit seinem Sieg im letzten Super-G der Saison konnte Reichelt mit dem Minimalvorsprung von einem Punkt den Super-G-Weltcup vor dem Schweizer Didier Cuche für sich entscheiden. Cuche hatte vor dem Rennen 99 Punkte Vorsprung auf den Österreicher, kam jedoch beim Saisonfinale nicht in die Punkteränge, da ihn sein Teamkollege Daniel Albrecht aus den Punkterängen verdrängte. Somit konnte ihn Reichelt mit den 100 Punkten für den Sieg, bei dem er nur eine Hundertstelsekunde schneller war als der Zweitplatzierte Didier Défago, noch übertreffen und seine erste Kristallkugel für den Gewinn des Disziplinenweltcups holen. Im Gesamtweltcup kam er in seiner bisher besten Saison auf Position zehn und im Riesenslalom auf Rang acht.
Im Winter 2008/09 fiel Reichelt jedoch wieder zurück. Er kam mit Rang drei im Riesenslalom von Alta Badia nur einmal auf das Podest und auch nur zwei weitere Male unter die besten zehn, weshalb er im Gesamtweltcup und in den Disziplinenwertungen deutlich zurückfiel und er nach Saisonende von der Nationalmannschaft in den A-Kader versetzt wurde. Bei den Weltmeisterschaften 2009 in Val-d’Isère startete er nur im Riesenslalom und konnte sich nicht für den zweiten Durchgang qualifizieren. Im März 2009 wurde Reichelt österreichischer Meister im Riesenslalom und im Super-G.
In den ersten Monaten der Saison 2009/10 fuhr Reichelt zweimal unter die besten zehn. Er bekam einen Startplatz für die Super-Kombination der Olympischen Winterspiele 2010 in Vancouver, verletzte sich aber im Training kurz zuvor am Ellbogen und konnte am Rennen nicht teilnehmen. Seine besten Resultate erzielte er gegen Saisonende mit Platz zwei im Super-G von Kvitfjell und Rang vier im Super-G von Garmisch-Partenkirchen, womit ihm für den nächsten Winter die Rückkehr in die Nationalmannschaft gelang.

### Weltmeisterschaftssilber im Super-G 2011
Reichelt gewann am 5. Februar 2011 in Hinterstoder sein fünftes Weltcuprennen und sicherte damit im letzten Rennen vor den Weltmeisterschaften seine Nominierung für die Weltmeisterschaft. Nur vier Tage später wurde er bei den Weltmeisterschaften 2011 in Garmisch-Partenkirchen Vizeweltmeister im Super-G und holte damit sein erstes Edelmetall bei Großereignissen. Beim Training für den WM-Riesenslalom erlitt er eine Knieprellung und musste daher diesen Bewerb auslassen.
Zu Beginn der Saison 2011/12 erzielte Reichelt mit Rang drei in Lake Louise seinen ersten Weltcup-Podestplatz in der Abfahrt. Sein bis dahin bestes Abfahrtsergebnis erzielte er am 14. Jänner 2012 mit dem zweiten Platz am Lauberhorn in Wengen. Insgesamt erzielte er im Verlaufe der Saison sieben Podestplätze, ein Sieg blieb ihm jedoch verwehrt. In der Gesamtweltcupwertung kam er auf den fünften Platz. Am 29. Dezember 2012 gewann Reichelt seine erste Weltcup-Abfahrt: Zeitgleich mit Dominik Paris siegte er in der Abfahrt auf der Pista Stelvio in Bormio – nur eine Hundertstelsekunde vor dem drittplatzierten Aksel Lund Svindal. Hinzu kam in diesem Winter dreimal ein dritter Platz.
In der Saison 2013/14 war Reichelt ausschließlich in den Speed-Disziplinen erfolgreich, insbesondere in der Abfahrt. Nach drei zweiten Plätzen in Beaver Creek, Bormio und Wengen gewann er am 25. Jänner die prestigeträchtige Abfahrt in Kitzbühel. Dies war der erste Abfahrtssieg eines Österreichers auf der Streif seit Michael Walchhofer im Jahr 2006. Zwei Tage später gab er bekannt, dass er wegen eines schweren Bandscheibenvorfalls für den Rest der Saison ausfällt und somit auch die Olympischen Winterspiele in Sotschi verpassen wird.

### Goldmedaille in Beaver Creek
Dem zum Trotz startete Reichelt gut in die Saison 2014/15 und gewann am 6. Dezember den Super-G in Beaver Creek. Am 18. Jänner 2015 konnte er mit der Lauberhornabfahrt in Wengen neben Kitzbühel und Bormio einen weiteren bedeutenden Abfahrtsklassiker gewinnen. Bei den Weltmeisterschaften 2015 in Beaver Creek gewann er Gold im Super-G. Er wurde an jenem 5. Februar mit 34 Jahren und 215 Tagen ältester Weltmeister der Geschichte, wurde jedoch zwei Jahre danach (am 8. Februar 2017) durch Erik Guay, ebenfalls im Super-G, bei dessen Goldfahrt bei den Weltmeisterschaften 2017 in St. Moritz abgelöst. Nachdem er am 21. Februar 2015 bei der Abfahrt in Saalbach als Dritter Teil eines österreichischen Dreifachsieges gewesen war, führte er nur eine Woche später in Garmisch-Partenkirchen selbst einen solchen an und gewann somit einen weiteren Abfahrtsklassiker im Weltcup. Eine Woche darauf gewann er in Kvitfjell eine weitere Abfahrt. Er hatte dadurch auch die Chance, den Abfahrtsweltcup (mit 16 Punkten Rückstand auf Kjetil Jansrud) zu gewinnen, jedoch misslang ihm die Fahrt beim Finale am 18. März 2015 in Méribel (Rang 10), während Jansrud das Rennen gewann. 
Im Jänner 2016 stürzte Reichelt in der Abfahrt auf der Streif schwer. Er erlitt eine Knieprellung. Im September musste er sich noch einer Meniskusoperation unterziehen. Seine (erneute) Comeback-Saison begann dementsprechend nicht derart stark. Mit seinem Sieg in der Abfahrt von Garmisch-Partenkirchen am 28. Jänner 2017 wurde er zum ältesten Alpin-Weltcupsieger des ÖSV und er überholte Hermann Maier (dieser gewann am 30. November 2008 den Super-G in Lake Louise) mit rund 36 Jahren, 6 Monaten und 3 Wochen um fast genau sieben Monate. Beim Saisonfinale in Aspen konnte er dank seines Sieges im Super-G noch auf Rang 2 in der Disziplinen-Wertung vorstoßen.
Am 22. Februar 2019 erlitt Reichelt bei der Alpinen Kombination in Bansko ein Schleudertrauma. In der Saison 2019/20 konnte er nicht mehr an seine alten Leistungen anschließen und erreichte mit dem vierten Platz im Super-G von Lake Louise sein bestes Saisonergebnis. Ende Dezember 2019 zog sich der damals 39-jährige bei der Abfahrt in Bormio einen Riss des vorderen Kreuzbandes und einen knöchernen Ausriss des äußeren Kapselbandkomplexes am rechten Knie zu.
Am 17. März 2021 gab Reichelt sein Karriereende bekannt.

## Privates
Reichelt ist seit  2016 mit Larissa Hofer (* 1986) verheiratet, die bis 2009 selbst als Skirennläuferin in Erscheinung trat und die Tochter des Suldener Skischulleiters Emil Hofer ist.
Im April 2019 wurde er Vater eines Sohnes.

## Erfolge

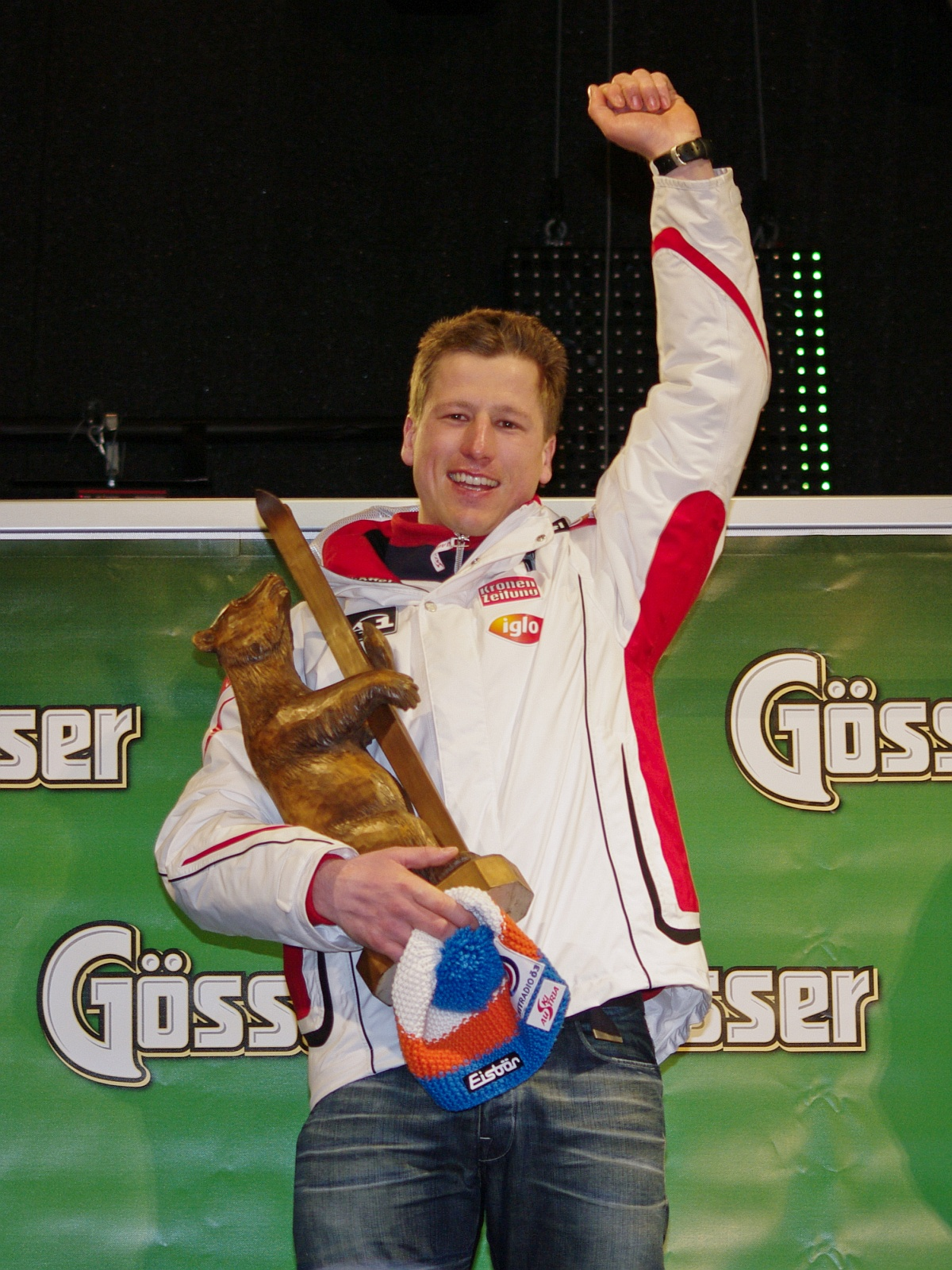
Hannes Reichelt während der Siegerehrung des Weltcup-Super-G in Hinterstoder am 5. Februar 2011

### Olympische Spiele
- Turin 2006: 10. Super-G
- Pyeongchang 2018: 11. Super-G, 12. Abfahrt

### Weltmeisterschaften
- Garmisch-Partenkirchen 2011: 2. Super-G, 16. Abfahrt
- Schladming 2013: 4. Super-G
- Vail/Beaver Creek 2015: 1. Super-G, 13. Abfahrt
- St. Moritz 2017: 10. Super-G, 17. Abfahrt
- Åre 2019: 29. Abfahrt

### Weltcupwertungen
| Saison  | Gesamt | Gesamt | Abfahrt | Abfahrt | Super-G | Super-G | Riesenslalom | Riesenslalom | Kombination | Kombination |
| Saison  | Platz  | Punkte | Platz   | Punkte  | Platz   | Punkte  | Platz        | Punkte       | Platz       | Punkte      |
| ------- | ------ | ------ | ------- | ------- | ------- | ------- | ------------ | ------------ | ----------- | ----------- |
| 2002/03 | 42.    | 194    | –       | –       | 5.      | 194     | –            | –            | –           | –           |
| 2003/04 | 138.   | 4      | –       | –       | –       | –       | 52.          | 4            | –           | –           |
| 2004/05 | 95.    | 38     | –       | –       | 31.     | 38      | –            | –            | –           | –           |
| 2005/06 | 20.    | 425    | 34.     | 33      | 4.      | 250     | 16.          | 142          | –           | –           |
| 2006/07 | 48.    | 158    | –       | –       | 24.     | 56      | 13.          | 102          | –           | –           |
| 2007/08 | 10.    | 594    | 51.     | 8       | 1.      | 341     | 8.           | 245          | –           | –           |
| 2008/09 | 41.    | 198    | –       | –       | 18.     | 69      | 17.          | 129          | –           | –           |
| 2009/10 | 27.    | 257    | –       | –       | 7.      | 186     | 21.          | 71           | –           | –           |
| 2010/11 | 23.    | 362    | 36.     | 39      | 5.      | 207     | 12.          | 115          | 56.         | 1           |
| 2011/12 | 5.     | 1024   | 4.      | 396     | 8.      | 241     | 5.           | 337          | 20.         | 50          |
| 2012/13 | 8.     | 595    | 5.      | 290     | 6.      | 161     | 17.          | 122          | 17.         | 22          |
| 2013/14 | 12.    | 476    | 2.      | 360     | 18.     | 100     | 37.          | 16           | –           | –           |
| 2014/15 | 6.     | 760    | 2.      | 511     | 4.      | 243     | 47.          | 6            | –           | –           |
| 2015/16 | 16.    | 485    | 10.     | 296     | 13.     | 174     | 48.          | 15           | –           | –           |
| 2016/17 | 8.     | 556    | 6.      | 253     | 2.      | 303     | –            | –            | –           | –           |
| 2017/18 | 10.    | 535    | 8.      | 268     | 4.      | 267     | –            | –            | –           | –           |
| 2018/19 | 27.    | 302    | 15.     | 153     | 14.     | 149     | –            | –            | –           | –           |
| 2019/20 | 51.    | 155    | 28.     | 74      | 17.     | 81      | –            | –            | –           | –           |
| 2020/21 | 89.    | 51     | 43.     | 16      | 35.     | 35      | –            | –            | –           | –           |

### Weltcupsiege
- 44 Podestplätze in Einzelrennen, davon 13 Siege:

| Datum               | Ort                    | Land        | Disziplin    |
| ------------------- | ---------------------- | ----------- | ------------ |
| 1. Dezember 2005    | Beaver Creek           | USA         | Super-G      |
| 3. Dezember 2007    | Beaver Creek           | USA         | Super-G      |
| 23. Februar 2008    | Whistler               | Kanada      | Riesenslalom |
| 13. März 2008       | Bormio                 | Italien     | Super-G      |
| 5. Februar 2011     | Hinterstoder           | Österreich  | Super-G      |
| 29. Dezember 2012 * | Bormio                 | Italien     | Abfahrt      |
| 25. Jänner 2014     | Kitzbühel              | Österreich  | Abfahrt      |
| 6. Dezember 2014    | Beaver Creek           | USA         | Super-G      |
| 18. Jänner 2015     | Wengen                 | Schweiz     | Abfahrt      |
| 28. Februar 2015    | Garmisch-Partenkirchen | Deutschland | Abfahrt      |
| 7. März 2015        | Kvitfjell              | Norwegen    | Abfahrt      |
| 28. Jänner 2017     | Garmisch-Partenkirchen | Deutschland | Abfahrt      |
| 16. März 2017       | Aspen                  | USA         | Super-G      |

* zeitgleich mit Dominik Paris
- 2 Podestplätze bei Mannschaftswettbewerben

### Europacup
- Saison 2000/01: 4. Super-G-Wertung
- Saison 2001/02: 4. Gesamtwertung, 2. Super-G-Wertung, 4. Abfahrtswertung
- Saison 2002/03: 2. Gesamtwertung, 1. Riesenslalomwertung, 2. Super-G-Wertung
- Saison 2004/05: Gesamtsieger, 2. Super-G-Wertung, 3. Abfahrtswertung, 3. Riesenslalomwertung
- 28 Podestplätze, davon 13 Siege:

| Datum             | Ort           | Land        | Disziplin    |
| ----------------- | ------------- | ----------- | ------------ |
| 20. Jänner 2001   | Zauchensee    | Österreich  | Super-G      |
| 11. März 2002     | La Clusaz     | Frankreich  | Super-G      |
| 27. November 2002 | Levi          | Finnland    | Riesenslalom |
| 28. November 2002 | Levi          | Finnland    | Riesenslalom |
| 10. Dezember 2002 | St. Vigil     | Italien     | Riesenslalom |
| 13. Jänner 2003   | Lech          | Österreich  | Super-G      |
| 13. Februar 2003  | Sella Nevea   | Italien     | Super-G      |
| 26. Jänner 2005   | Tarvisio      | Italien     | Abfahrt      |
| 27. Jänner 2005   | Tarvisio      | Italien     | Abfahrt      |
| 28. Jänner 2005   | Tarvisio      | Italien     | Super-G      |
| 14. Februar 2005  | Sella Nevea   | Italien     | Super-G      |
| 17. Februar 2005  | Oberjoch      | Deutschland | Riesenslalom |
| 8. März 2005      | Kranjska Gora | Slowenien   | Riesenslalom |

### Junioren-Weltmeisterschaften
- Québec 2000: 3. Kombination, 3. Super-G, 5. Slalom, 11. Abfahrt, 15. Riesenslalom

### Weitere Erfolge
- 7 österreichische Staatsmeistertitel (Kombination 2003, Riesenslalom 2006 und 2009, Super-G 2009, 2012 und 2016, Abfahrt 2017)
- 8 Siege in FIS-Rennen

## Auszeichnungen
- 2022: Großes Verdienstzeichen des Landes Salzburg[10]